# HD 141569
Désignations
HD 141569 est un système stellaire triple de la constellation zodiacale de la Balance, constitué d'une étoile blanche de la séquence principale, HD 141569 A qui est accompagnée d'une paire de naines rouges, HD 141569 B et C. Sa magnitude apparente de est 7,12 et il n'est donc pas visible à l’œil nu
L'étoile principale est entourée de plusieurs disques circumstellaires.

## HD 141569, le système global
Le système HD 141569 est situé à environ ∼ 361 a.l. (∼ 111 pc) de la Terre, dans la constellation zodiacale de la Balance.

### HD 141569 A

#### HD 141569 Aa, l'étoile principale
HD 141569 Aa, ou souvent simplement HD 141569 A, est un jeune objet stellaire de la pré-séquence principale de type spectral A2Ve (naine bleu-blanc). En 1999, un disque protoplanétaire a été découvert autour de l'étoile. Un évidement dans le disque pourrait indiquer l'existence d'une possible exoplanète en formation dans ce disque.

#### Disque intermédiaire
à ~86 ua

#### Anneau de poussières intermédiaire
Situé à environ 250 unités astronomiques de l'étoile.

#### Anneau de poussières extérieur
Situé à environ 400 unités astronomiques de l'étoile.

### HD 141569 (BC), système binaire compagnon
L'étoile primaire est accompagnée d'un système binaire d'étoiles naines rouges. La séparation entre le couple et l'étoile principale est d'environ 9 secondes d'arc.